# Región Capital (Dinamarca)
La Región Capital (en danés: Hovedstaden) es una región administrativa de Dinamarca, establecida el 1 de enero de 2007 por la reforma municipal danesa, que sustituyó la anterior división administrativa en distritos (amter) por cinco grandes regiones.
Está situada en al noreste de la isla de Selandia, abarcando las municipalidades de Copenhague y Frederiksberg y los antiguos distritos de Copenhague y Frederiksborg más el municipio regional de Bornholm, en la isla homónima. Su capital es la ciudad de Hillerød, pero su ciudad más poblada es Copenhague, la capital del país, con de 662.022 habitantes (1 de diciembre de 2023).
La Región Capital está gobernada por un consejo regional elegido por primera vez el 15 de noviembre de 2005. Las tareas de la región se centran principalmente en la sanidad y los hospitales, incluido el seguro médico: la región cuenta con el mayor sistema hospitalario de Dinamarca, con 11 hospitales, entre ellos el Psiquiátrico de la Región Capital de Dinamarca. El gasto sanitario representa alrededor del 90 % del gasto total de la región.
En 2022, la región contará con unos 42 300 empleados (calculados en puestos a tiempo completo) y un presupuesto total neto de funcionamiento e inversión de 42 100 millones de coronas danesas.
Las tareas estatales en la Región Capital fueron asumidas por la Administración del Estado desde el 1 de enero de 2007 hasta el 31 de marzo de 2019. A partir del 1 de abril de 2019, las tareas estatales corren a cargo de los Tribunales de Familia, la Agencia de Contratación e Integración Internacional (SIRI) y la Junta Nacional de Apelación Social. 
La región se fusionará con la Región de Selandia a partir del 1 de enero de 2027. La región fusionada se llamará Región de Dinamarca Oriental, cuyo consejo regional se elegirá en las elecciones municipales y regionales de 2025. 

## Municipios
Con la reforma administrativa también se cambiaron los límites de los municipios, englobando desde entonces un mayor número de localidades cada uno de ellos. Además, las antiguas municipalidades de Copenhague y Frederiksberg perdieron sus privilegios que los mantenían al nivel de un distrito. En tanto, Bornholm mantuvo su denominación de "municipio regional".
La región de Hovedstaden quedó dividida en un total de 29 municipios:

Mapa de municipios de Hovedstaden.

| - Albertslund - Allerød - Ballerup - Bornholm - Brøndby - Copenhague - Dragør - Egedal - Elsinor - Fredensborg - Frederiksberg - Frederikssund - Furesø - Gentofte - Gladsaxe - Glostrup | - Gribskov - Halsnæs - Herlev - Hillerød - Hvidovre - Høje-Taastrup - Hørsholm - Ishøj - Lyngby-Taarbæk - Rudersdal - Rødovre - Tårnby - Vallensbæk |